# Cyclopropane
Le cyclopropane est un cycloalcane de formule brute C3H6 formé de trois atomes de carbone disposés de telle façon qu'ils forment une boucle, chaque atome de carbone étant aussi relié à deux atomes d'hydrogène. Les liaisons entre atomes de carbone y sont beaucoup plus faibles que les liaisons carbone-carbone habituelles. Ceci est dû à au fait que les atomes de carbone sont disposés en triangle équilatéral, formant des angles de 60°, soit près de deux fois moins de l'angle normal (109,5°). Le cyclopropane est donc beaucoup plus réactif que des alcanes acycliques ou que d'autres cycloalcanes tels que le cyclohexane ou le cyclopentane utilisé jadis comme anesthésique durant les guerres.

## Utilisation
Le cyclopropane joue le rôle d'agent anesthésique lorsqu'il est inhalé. Cependant, il est de nos jours remplacé par d'autres anesthésiques, à cause de sa forte réactivité en conditions normales. En effet, mélangé à de l'oxygène, il y a un risque significatif d'explosion.

## Généralisation

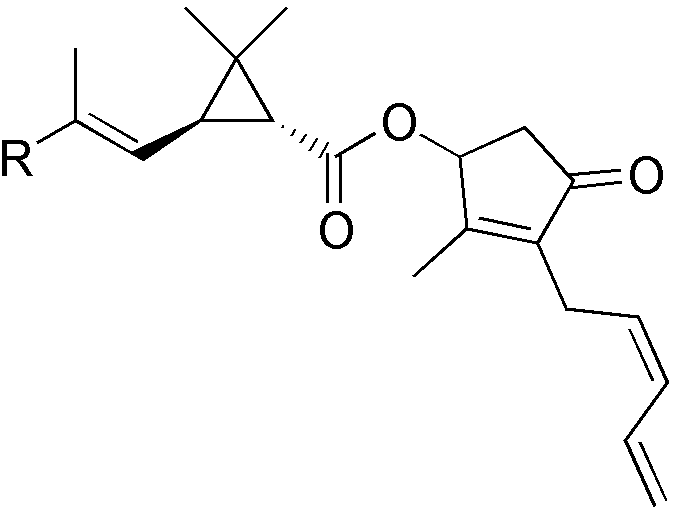
La pyréthrine, une molécule à motif cyclopropane active comme insecticide

Le terme « cyclopropane » est également utilisé pour désigner toute une famille de molécules contenant le motif cyclique C3H6. La préparation de tels composés est souvent réalisée à partir de composés de type diazo. Ces derniers réagissent en solution pour libérer un intermédiaire carbène, qui réagit à son tour sur un alcène pour donner le cyclopropane. La réaction de Simmons-Smith est l'une des réactions adoptant ce mécanisme les plus utilisées. D'autres réactions, mettant en jeu des catalyseurs contenant du rhodium, du cuivre ou du zinc, permettent en outre de générer ce type de composés en influençant la stéréochimie du produit.
Certaines molécules contenant un motif cyclopropane sont aujourd'hui utilisées comme insecticides, notamment l'acrinathrine, la bifenthrine, la pyréthrine, etc.